# Bruce Dickinson
Paul Bruce Dickinson (Worksop, Nottinghamshire, 7 de agosto de 1958), más conocido como Bruce Dickinson, es un cantante, compositor, músico, productor musical, esgrimista, empresario, escritor, historiador, locutor, presentador, guionista, catedrático universitario y piloto de aviación británico. Es famoso por ser el vocalista, frontman y cocompositor de la banda de heavy metal Iron Maiden. Es considerado por muchos expertos de canto, medios y el público en general como uno de los mejores cantantes de la historia de este género. También posee un nivel intermedio de interpretación en guitarra y piano, mostrado principalmente en su carrera en solitario así como en la canción de Iron Maiden, Empire of the Clouds.
Nacido en Worksop, Nottinghamshire, Bruce Dickinson comenzó su carrera musical en pequeñas bandas en la década de 1970, mientras asistía a la escuela en Sheffield y a la universidad en Londres. En 1979 se unió a la agrupación Samson, con la que logró cierta popularidad bajo el nombre artístico de "Bruce Bruce". Tras grabar dos discos de estudio dejó la banda en 1981 para unirse a Iron Maiden, reemplazando al cantante Paul Di'Anno. Durante su primera etapa en Iron Maiden grabó una serie de exitosos álbumes que se convirtieron en discos de platino y oro en los Estados Unidos y el Reino Unido en la década de 1980.
Dickinson abandonó Iron Maiden en 1993 (siendo reemplazado por Blaze Bayley) para seguir una carrera como solista, lo que le permitió experimentar con una amplia variedad de estilos entre el heavy metal y el hard rock. Se reincorporó a la banda en 1999 junto con el guitarrista Adrian Smith. Tras su regreso a Iron Maiden grabó un nuevo disco en solitario en 2005, Tyranny of Souls. Su primo Rob Dickinson fue el vocalista de la banda británica de rock alternativo Catherine Wheel, mientras que su hijo, Austin, lideró la banda de metalcore Rise to Remain.
Aparte de su carrera en la música, Dickinson ha llevado a cabo otro tipo de actividades. Emprendió una carrera como piloto comercial para la aerolínea Astraeus Airlines. Tras el cierre de Astraeus, creó su propia empresa de mantenimiento de aviones y capacitación de pilotos en 2012, Cardiff Aviation. Dickinson presentó su propio programa de radio en la emisora BBC Radio 6 Music de 2002 a 2010 y también ha presentado documentales de televisión, ha escrito novelas y guiones cinematográficos, creó una exitosa cerveza con Robinsons Brewery y compitió como esgrimista a nivel internacional.
Además es el capitán (piloto) del Ed Force One.

## Inicios
Paul Bruce Dickinson nació en Worksop, Nottinghamshire. Su madre, Sonia, trabajaba a medio tiempo en una fábrica de calzado, y su padre, Bruce (f.2018), era un mecánico del ejército. El inesperado embarazo de Sonia obligó a la joven pareja a contraer matrimonio. Inicialmente fue criado por sus abuelos, un trabajador de una mina de carbón local y un ama de casa. Este hecho es recordado por Dickinson en la letra de la canción "Born in '58" de su primer álbum como solista, Tattooed Millionaire.
Estudió en la escuela primaria de Manton en Worksop mientras sus padres vivían en Sheffield. Cuando cumplió seis años fue enviado a Sheffield por sus abuelos, lugar donde ingresó en una escuela primaria en Manor. Luego de unos meses, sus padres decidieron inscribirlo en una escuela privada llamada Sharrow Vale Junior. Dickinson ha afirmado que debido a esta situación aprendió a ser autosuficiente, pero no pudo entablar amistades duraderas. Bruce tiene una hermana menor, la jinete profesional Helena Stormanns, nacida en 1963. Trató de aislarse de ella tanto como pudo cuando era joven, al parecer porque presumía que el nacimiento de Helena sí fue planeado.
La primera experiencia de Bruce con la música ocurrió en Worksop, cuando bailaba para sus abuelos la canción "The Twist" de Chubby Checker. Su primer álbum fue el sencillo "She Loves You" de The Beatles, un regalo de su abuelo. Desde ese momento empezó a interesarse en la música rock. Intentó tocar la guitarra acústica de su padre, pero sus dedos terminaron ampollados.
Cuando se mudaron a Sheffield, los padres de Dickinson se ganaban la vida comprando propiedades, acondicionándolas y vendiéndolas para obtener un beneficio. Como resultado, gran parte de su infancia la pasó viviendo en un sitio de construcción, hasta que sus padres compraron una pensión y un garaje en bancarrota donde su padre comenzó a vender autos de segunda mano. Los ingresos de su negocio le dieron la oportunidad de darle a Bruce (entonces de 13 años) una educación en un internado en la escuela Oundle, una institución pública en Northamptonshire. Dickinson no se oponía a mudarse de su hogar porque no había logrado "ningún vínculo real" con sus padres, ya que había sido criado por sus abuelos en Worksop hasta que cumplió los seis años.
En Oundle, Dickinson era acosado constantemente por los niños mayores de Sidney House, la pensión a la que pertenecía, hecho que describió como "una tortura sistemática" que lo llevó a convertirse en un niño prácticamente aislado. Sus intereses en Oundle solían ser militares; fue cofundador de la sociedad de juegos de guerra de la escuela con su compañero Mike Jordan, logrando una posición de cierto poder en la fuerza de cadetes de la escuela, donde se le permitió manejar munición real, que utilizaba para crear trampas explosivas.
En Oundle Dickinson empezó a interesarse en el hard rock, especialmente tras escuchar la épica canción "Child in Time" de Deep Purple en el cuarto de uno de sus compañeros, quedando asombrado por la potencia vocal de Ian Gillan. El primer álbum que compró con su propio dinero fue Deep Purple In Rock, disco que terminó de afianzar su gusto por este tipo de música. Más adelante compró el álbum debut de Black Sabbath, Aqualung de Jethro Tull y Tarkus de Emerson, Lake & Palmer. La primera banda que pudo ver en directo fue Wild Turkey, agrupación que tocó en su escuela y que tenía entre sus filas al bajista de Jethro Tull, Glenn Cornick. Más tarde asistió a conciertos de Van der Graaf Generator y Arthur Brown.
Bruce se interesó inicialmente en aprender a tocar la batería, practicando con un par de bongós. El músico recuerda que tocaba y cantaba la canción "Let It Be" con su amigo Mike Jordan, descubriendo que tenía una voz prometedora para cantar música rock. Poco tiempo después fue expulsado de Oundle por participar en una broma en la que orinó sobre la cena del director de la institución.
Tras retornar a su hogar en Sheffield en 1976, ingresó en la escuela King Edward VII, lugar donde se unió a su primera banda. Escuchó a otros dos alumnos hablar sobre la necesidad de un cantante para su banda, por lo que se ofreció como voluntario de inmediato. La banda practicaba en el garaje del padre del baterista. Allí sus compañeros se asombraron por su calidad vocal, animándolo para que comprara un micrófono. Su primera presentación ocurrió en una pequeña taberna en Sheffield. Originalmente llamada "Paradox", la banda cambió su nombre a "Styx" por sugerencia de Bruce, sin tener en cuenta que en ese momento ya existía una banda en los Estados Unidos con el mismo nombre. Llegaron a los titulares de los periódicos locales cuando un obrero local fue despertado por su actuación y, enojado, trató de romper la batería de la banda. Poco tiempo después la agrupación se disolvió.

## Etapa universitaria
Después de graduarse de la escuela con énfasis en inglés, historia y economía, Dickinson confesó: "Realmente no sabía qué era lo que quería hacer". Lo primero que hizo fue unirse a la Segunda Reserva del Ejército por seis meses. Aunque disfrutó su experiencia militar, Dickinson se dio cuenta de que no quería esta opción como una carrera y aplicó para estudiar historia en la Universidad Queen Mary de Londres. Sus padres querían que se uniera al ejército, pero Bruce les mintió diciendo que quería graduarse antes para tener más libertad de cantar en bandas de rock.
En la universidad se involucró en el Comité de Entretenimiento, afirmando sobre esta experiencia lo siguiente: "Un día eres roadie para The Jam, al día siguiente estás cargando una escenografía de Stonehenge para Hawkwind." En 1977 conoció a Paul "Noddy" White, un multinstrumentista dueño de un gran equipo de grabación, con el que Bruce, junto al baterista Steve Jones, formaría una banda llamada Speed. De acuerdo con Dickinson, la banda se llamó Speed ("velocidad" en español) por la forma en que tocaban y no como una alusión a la droga del mismo nombre. Dickinson empezó a escribir su propio material cuando White le enseñó tres acordes en su guitarra.
Aunque Speed llegó a tocar varias veces en la taberna Green Man en Plumstead, la banda no duró mucho, pero sirvió como impulso para que Bruce se esforzara por buscar una carrera en la música. Dickinson vio un aviso en Melody Maker que decía: "Se necesita cantante para proyecto de grabación" y lo respondió inmediatamente. Grabó una cinta demo y la envió con la siguiente nota: "Por cierto, si creen que lo que canto es una basura, hay algún material de John Cleese grabado en el otro lado que espero les guste". Quedaron impresionados con su voz y lo invitaron al estudio para grabar una canción titulada "Dracula", primera pieza musical grabada por Bruce, con una agrupación llamada Shots, formada por dos hermanos, Phil y Doug Siviter. La canción fue incluida años después en el álbum recopilatorio The Best of Bruce Dickinson. Los hermanos quedaron impresionados con la calidad vocal de Bruce y le pidieron que se uniera a su banda.
La agrupación realizaba presentaciones constantes en pequeños clubes. Una noche Dickinson se detuvo a mitad de una canción e increpó a uno de los asistentes por no prestar atención a la música. Esta práctica tuvo tan buena aceptación que el cantante empezó a hacerlo todas las noches como una práctica regular en sus presentaciones en vivo. Dickinson afirma que esta experiencia le enseñó a convertirse en un "frontman".
El siguiente paso en su carrera fue la visita de los músicos Barry Graham ("Thunderstick") y Paul Samson a una de las presentaciones de Shots en una taberna llamada Prince of Wales en Kent. Impresionados con su voz y su manejo del escenario, hablaron con Dickinson después de la presentación y le ofrecieron ser el cantante de su banda, Samson. Dickinson aceptó unirse a la agrupación con la condición de que le dejaran presentar sus exámenes finales de historia. Hasta ese momento, había estado descuidando su educación universitaria. Como resultado, la universidad había intentado expulsarlo por reprobar sus exámenes de segundo año y no pagar sus honorarios de alojamiento, pero logró continuar debido a que también tomó el entretenimiento para convertirse en oficial de reserva. Después de escribir ensayos de seis meses en el lapso de dos semanas y algunos ejercicios de última hora para sus exámenes, Dickinson logró graduarse sin muchos méritos.
El 19 de julio de 2011, Dickinson obtuvo un doctorado honorario en música de parte de su alma mater en honor a sus contribuciones a la industria musical.

## Samson: 1979-1981
Después de conocer a Paul Samson y a Barry Purkis y de culminar sus exámenes finales, Dickinson se unió a la banda Samson en un escenario de Bishop's Stortford para cantar la canción "Rock Me Baby", consolidando su papel como nuevo vocalista principal de la agrupación.
La banda ya había publicado su álbum debut, Survivors de 1979, dos meses antes de la llegada de Bruce. Tras culminar sus estudios, Dickinson se encontró con la banda en un estudio de grabación de Greenwich para aprender las canciones de Survivors. Aunque no encajaban en su estilo vocal, la banda rápidamente escribió nuevas canciones que serían incluidas en el álbum Head On, algunas de las cuales fueron tocadas en vivo poco tiempo después.
Fue durante esos primeros ensayos que surgió el nombre artístico de "Bruce Bruce", derivado de un episodio llamado "Bruces sketch" de la serie de televisión Monty Python. El nombre se volvió muy tedioso para Dickinson ya que la banda continuamente emitía cheques sin fondos, pagaderos a favor de "Bruce Bruce" a modo de broma. Dickinson más tarde comentó que odiaba ese nombre pero que terminó aceptándolo como su nombre artístico.
Bruce se llevó una sorpresa al enterarse de que no todos los músicos de rock eran "grandes artistas"; sentía que algunos de ellos, como sus compañeros en Samson, solo estaban interesados en las mujeres, las drogas y el alcohol, algo con lo que no estaba de acuerdo pues sus aspiraciones eran mayores. Aunque había fumado marihuana antes, Dickinson descubrió que le era imposible comunicarse con los otros miembros de la banda si estaba sobrio, y decidió que era "el precio que debía pagar".
Mientras lideraba la banda, Bruce escuchó a Iron Maiden por primera vez cuando la agrupación de Steve Harris abrió uno de los conciertos de Samson en el Music Machine en 1980. Al respecto, Dickinson afirmó: "Los vi en vivo ese día y me di cuenta que eran buenos, realmente buenos. Recuerdo que en ese momento pensé que quería ser su vocalista".
Dickinson permaneció en Samson un año, grabando los álbumes de estudio Head On y Shock Tactics. Sin embargo, la banda pronto tuvo dificultades con su sello discográfico, Gem Records, que entró en quiebra y no financió su gira europea como soporte de Iron Maiden. La banda firmó con RCA, pero la discográfica no se mostró muy interesada. Tras una presentación de Samson en el Festival de Reading, el mánager de Iron Maiden, Rod Smallwood, se acercó a Dickinson y le ofreció ser el nuevo vocalista de Iron Maiden.

## Iron Maiden

### Inicios y reconocimiento: 1981-1985

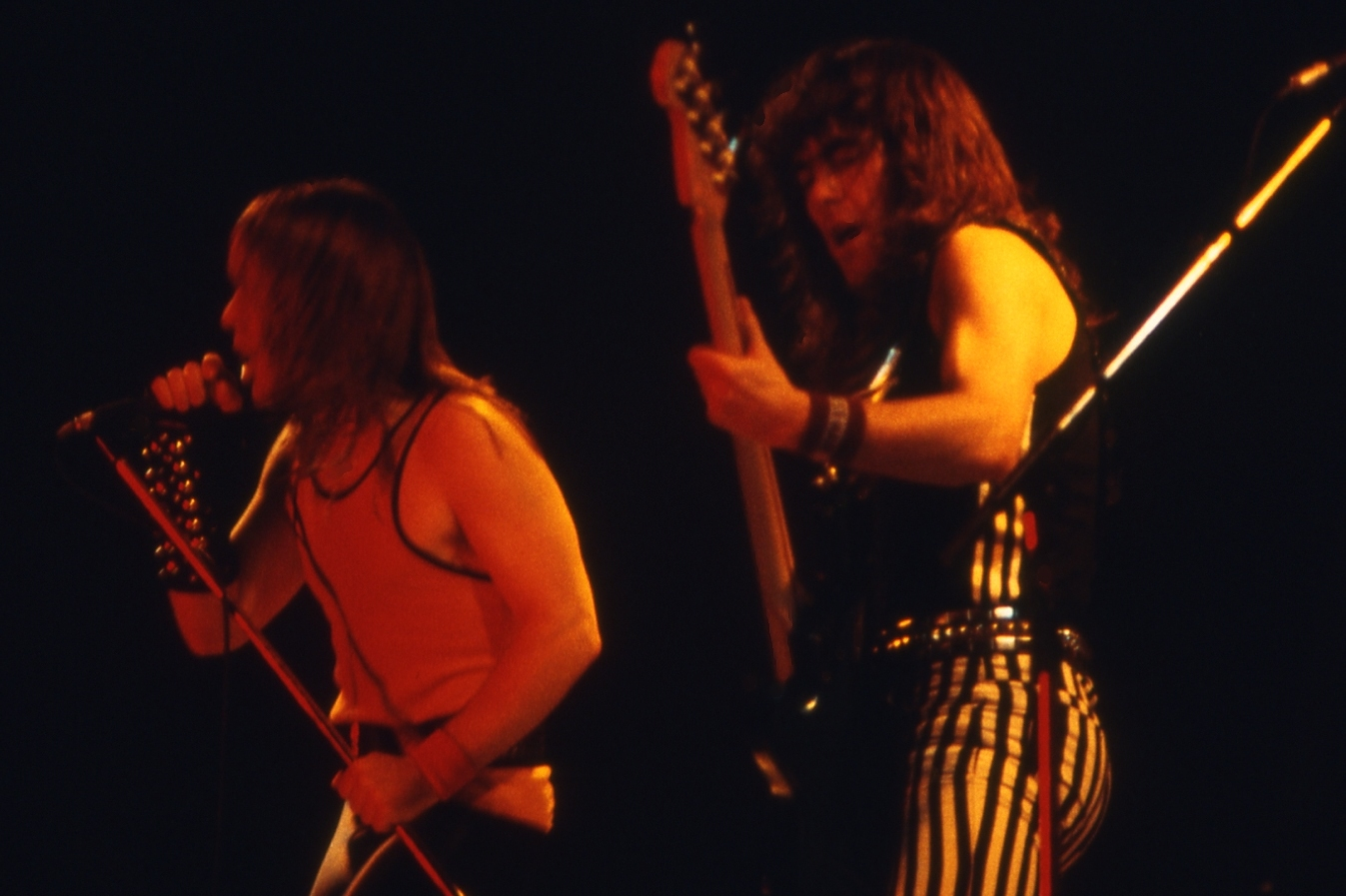
Dickinson (izquierda) junto a Steve Harris (derecha) en un concierto de Iron Maiden en 1982.

Dickinson audicionó para Iron Maiden en una sala de ensayos en Hackney en septiembre de 1981. Allí descubrió que la banda tenía un nivel de profesionalismo superior al de su anterior grupo, Samson, y le agradaba que dentro de la banda no estaba permitido consumir drogas. En la sala de ensayos, la banda tocó las canciones "Prowler", "Sanctuary", "Running Free" y "Remember Tomorrow", antes de pedirle a Dickinson que cantara las mismas canciones en un estudio de grabación.
Iron Maiden tenía una rutina estricta y organizada que se adaptaba al estilo de composición de la banda, algo que Dickinson describió como "la tabla de tiempo". Después de brindar algunos conciertos, la agrupación comenzó a componer nuevo material para su tercer álbum de estudio, The Number of the Beast, publicado en 1982. A raíz de los problemas contractuales de Samson, Dickinson no pudo ser acreditado legalmente en ninguna de las canciones del disco, limitándose a hacer lo que él mismo llamó como "contribuciones morales", revelando años después que contribuyó en alguna medida en la composición de las canciones "The Prisoner", "Children of the Damned" y "Run to the Hills". El álbum fue un éxito total, encabezó las listas británicas, y llevó a la banda a un nivel superior de popularidad dentro del género y de reconocimiento a nivel mundial, logrando la certificación de disco de platino en el Reino Unido y en los Estados Unidos. Tras su lanzamiento, la banda se embarcó en la gira internacional The Beast on the Road para promocionar el disco.
En los siguientes álbumes, Piece of Mind de 1983 y Powerslave de 1984, el monopolio compositivo de Steve Harris fue dejado de lado para incorporar las ideas de los demás miembros de la banda. Dickinson contribuyó con la composición de algunas canciones como los sencillos "Flight of Icarus" y "2 Minutes to Midnight". Durante la multitudinaria gira World Slavery Tour, como parte de los nuevos elementos teatrales incorporados en el escenario de la banda, Bruce usó una máscara con plumas durante la interpretación de la canción "Powerslave". Según sus propias declaraciones, compró dicha máscara en una tienda de artículos sexuales. La gira fue tan larga y desgastante que Dickinson llegó a considerar abandonar la gira cuando ésta se encontraba a mitad de camino. La gerencia de Iron Maiden añadía fechas a la gira constantemente hasta que Dickinson amenazó con dejar la banda si continuaban haciéndolo.

### Tensiones y salida: 1986-1993
Al finalizar la gira, la banda se tomó seis meses de descanso, tiempo que Bruce aprovechó para practicar esgrima. Iron Maiden comenzó a escribir material para su siguiente álbum, Somewhere in Time. Dickinson estaba decepcionado ya que sentía que la banda requería en ese momento de un estilo más acústico para seguir siendo relevante, a pesar de que se introdujeron sintetizadores en la grabación del disco. No tuvo créditos de composición en el álbum, ya que su material fue rechazado por el resto de la banda. Steve Harris declaró que esto ocurrió porque sus composiciones no eran lo suficientemente buenas, pues Dickinson "probablemente era el más afectado tras finalizar la gira World Slavery Tour".
Tras la gira promocional de Somewhere in Time, Iron Maiden empezó a trabajar en su siguiente álbum de estudio, Seventh Son of a Seventh Son, disco más experimental que sus anteriores trabajos y con algunos elementos de rock progresivo. Aunque se convirtió en el segundo álbum de Iron Maiden en encabezar las listas de éxitos británicas, fue el primer álbum con Dickinson como cantante que no alcanzó la certificación de platino en los Estados Unidos. A diferencia de Somewhere in Time, Dickinson se mostró más entusiasmado con el álbum y aportó créditos de composición. Después de finalizar la gira promocional del disco en 1988, el grupo decidió tomarse un año de descanso.
Durante la etapa de composición del siguiente álbum, el guitarrista Adrian Smith dejó la banda y fue reemplazado por Janick Gers. El octavo álbum de estudio de Iron Maiden, No Prayer for the Dying de 1990, representó un cambio significativo en el sonido de la banda, abandonando la experimentación a favor de un heavy metal más convencional y comercial. Bruce cambió su forma de cantar, adoptando una voz más áspera. El disco fue grabado en un rancho de propiedad de Steve Harris con el estudio móvil de The Rolling Stones. La canción "Bring Your Daughter... to the Slaughter", compuesta originalmente por Dickinson para la banda sonora de la película de terror estadounidense A Nightmare on Elm Street 5: The Dream Child, se convirtió en el único sencillo de Iron Maiden en encabezar la lista de éxitos UK Singles Chart, pese a recibir un premio Golden Raspberry en la categoría de peor canción original en 1989. En 1992, Harris había convertido su rancho en un estudio de grabación y allí fue grabado Fear of the Dark, el nuevo álbum de estudio de la banda.
Tras la gira mundial Fear of the Dark Tour, Dickinson decidió dejar Iron Maiden para enfocarse en su carrera como solista. En ese momento la banda había agendado otra gira mundial en 1993, de la cual Bruce no disfrutó. A lo largo de la misma, Dickinson recibió muchas críticas de sus compañeros de banda. Steve Harris llegó a afirmar que en ese momento quería "matarlo", pues según él, Dickinson solamente se esforzaba cuando la prensa se encontraba en el evento, de lo contrario simplemente mascullaba las canciones arriba del escenario. Bruce ha negado estas acusaciones, argumentando que le era imposible brindar un rendimiento decente algunas noches debido a la mala atmósfera existente entre él y sus compañeros. Su última presentación con la banda fue filmada por la BBC en los estudios Pinewood y publicada en vídeo con el título Raising Hell, con la incorporación del ilusionista Simon Drake animando el espectáculo.

### Regreso: 1999-presente

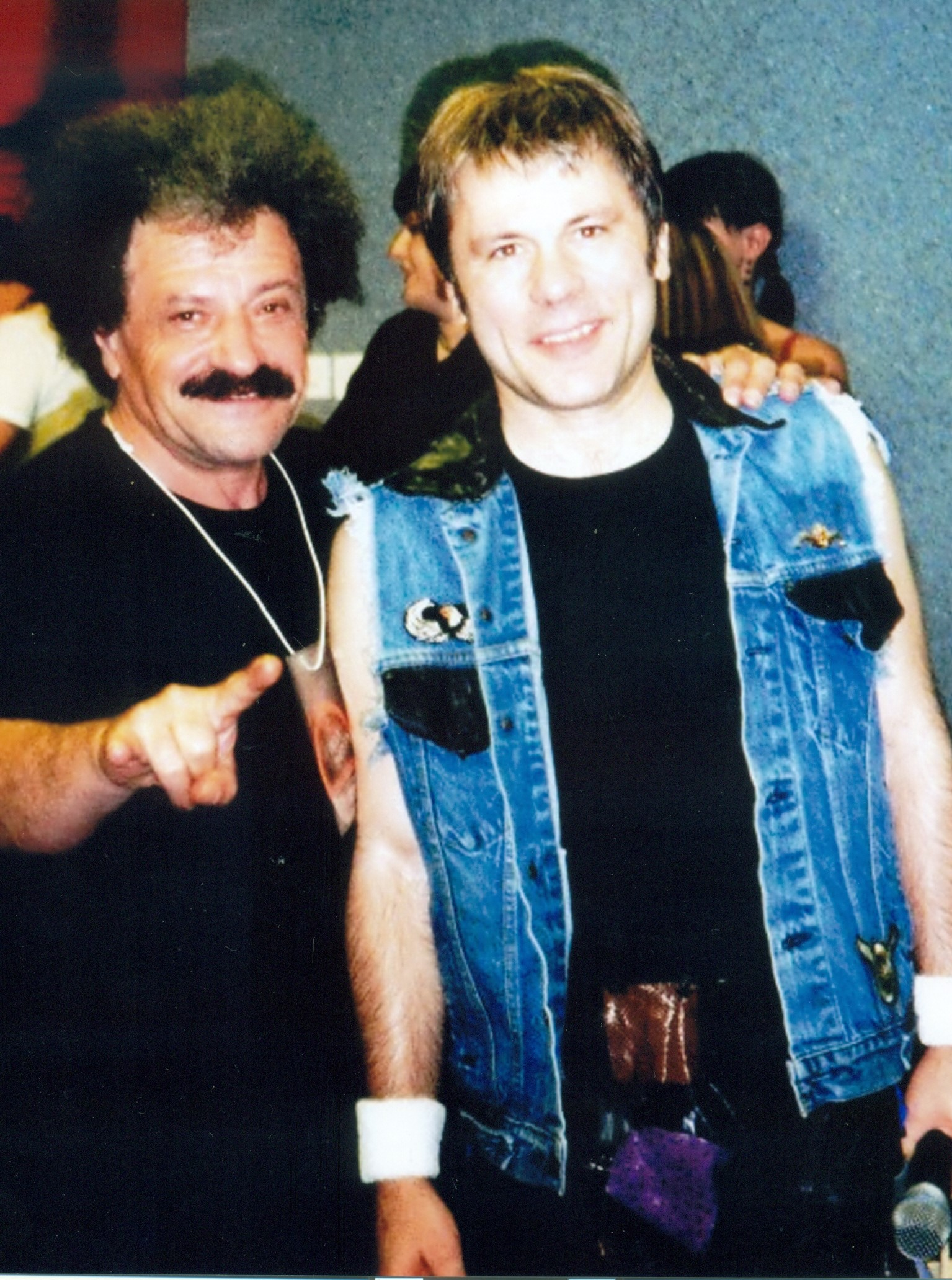
Bruce Dickinson (derecha) y el promotor Želimir Altarac Čičak en 2003.

Junto con Adrian Smith, Dickinson regresó a Iron Maiden en 1999 después de sostener una conversación con Rod Smallwood. Smallwood le mencionó la posibilidad del retorno de Bruce a Steve Harris, pero el bajista inicialmente mostró algunas reservas al respecto, algo que cambió con el paso del tiempo. Harris y Dickinson se reunieron en la casa de Smallwood en Brighton en enero de 1999 para dialogar, algo que no ocurría entre ambos músicos desde 1993. Aunque se encontraban nerviosos por el encuentro, al verse cara a cara la tensión se disipó de inmediato y ambos acordaron que Dickinson debía regresar al grupo.
Después de embarcarse en la gira promocional del álbum recopilatorio Ed Hunter, la banda ingresó al estudio para grabar el disco Brave New World, primer álbum con Dickinson desde 1992. Bruce insistió en que la agrupación debía buscar un nuevo productor en reemplazo de Martin Birch y grabar en un estudio diferente al que se utilizó para la grabación de No Prayer for the Dying y Fear of the Dark, algo que Harris aceptó. Finalmente el disco fue grabado en los estudios Guillaume Tell en París con el productor Kevin "The Caveman" Shirley. La agrupación se embarcó en una gira mundial, finalizando en el popular festival Rock in Rio ante unas 250000 personas.
En 2003 la banda grabó el álbum Dance of Death en los estudios SARM de Londres, nuevamente con Kevin Shirley como productor. Después de salir de gira Iron Maiden regresó a SARM en 2006 para grabar el álbum A Matter of Life and Death, para luego embarcarse en un tour a nivel mundial. Entre 2008 y 2009 la banda llevó a cabo la gira Somewhere Back In Time World Tour, en la que Bruce piloteó un Boeing 757 bautizado Ed Force One. Fue realizado un entensivo documental sobre la gira titulado Iron Maiden: Flight 666, que tuvo un estreno limitado en cines en 2009. Iron Maiden volvió a salir de gira en 2010 para promocionar un nuevo disco, llamado The Final Frontier y grabado en Nasáu.
En septiembre de 2014 Iron Maiden empezó la grabación de su álbum de estudio número 16, The Book of Souls, en los estudios Guillaume Tell en París. El álbum contiene dos canciones escritas en su totalidad por Dickinson, "If Eternity Should Fail" y "Empire of the Clouds", la primera de ellas escrita para un posible álbum como solista. "Empire of the Clouds", de casi 18 minutos de duración, se convirtió en la canción más larga en toda la discografía de Iron Maiden y presenta a Bruce Dickinson tocando el piano por primera vez en una grabación de la banda. Hubo una nueva gira en 2016, con Dickinson piloteando nuevamente el avión de la agrupación.

#### Incidente en Ozzfest

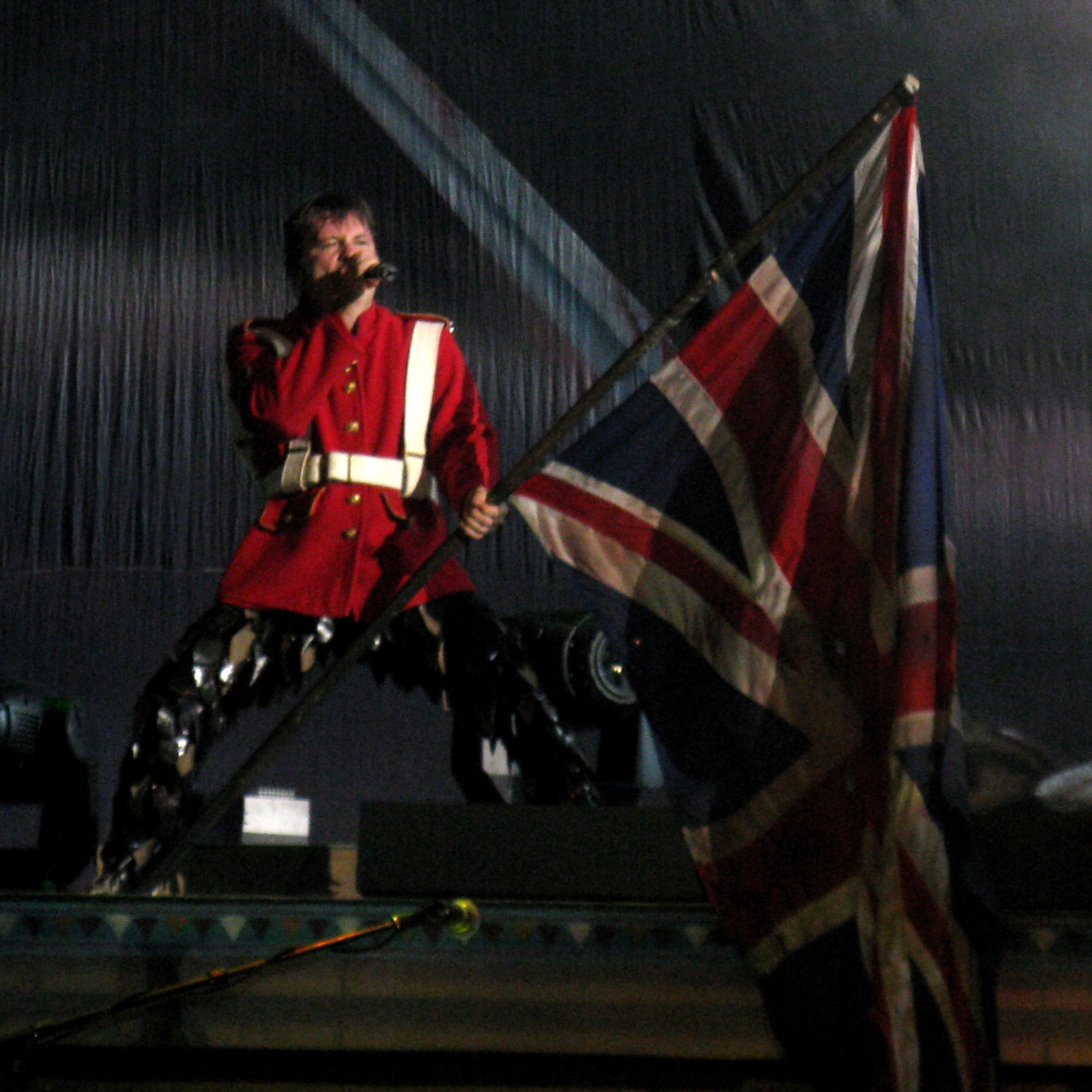
Dickinson interpretando la canción "The Trooper" con Iron Maiden en París el 1 de julio de 2008. El músico siempre agita la bandera del Reino Unido durante sus interpretaciones en vivo de la canción.

En el marco de la gira Eddie Rips Up the World Tour en 2005, Iron Maiden se presentó en el festival estadounidense Ozzfest junto a Black Sabbath como cabeza de cartel. Sharon, la esposa y representante del cantante Ozzy Osbourne, incitó a algunos amigos de su familia y miembros de otras bandas a sabotear la última presentación de Iron Maiden en el Anfiteatro San Manuel en San Bernardino, California el 20 de agosto, en un ataque que fue descrito por Rod Smallwood como "vil, peligroso, criminal y cobarde, un irrespeto a los fanáticos que pagaron una entrada para ver a su banda tocar un concierto completo". Sharon ordenó que el sonido de la banda fuera cortado, retrasó la entrada de la mascota Eddie the Head y alentó a los seguidores de su familia a arrojar huevos, tapas de botellas y encendedores desde la audiencia. De acuerdo a Dickinson, este ataque fue la respuesta a unas declaraciones dadas por el músico en las que criticaba los programas de telerrealidad, algo que, según él, Sharon Osbourne tomó de manera personal. Sin embargo, el diario The Guardian informó que Dickinson se había referido de mala manera al programa The Osbournes y había hecho mofa del uso del teleprónter en los conciertos de Ozzy Osbourne. Dickinson ha negado haber hecho comentarios contra Ozzy Osbourne y Black Sabbath, pero admitió sus críticas hacia la organización del Ozzfest, asegurando que muchas de las bandas que participaban del festival habían pagado para poder estar allí.
Después del fallido concierto en San Bernardino, Sharon lanzó una declaración adicional donde acusaba a Dickinson de hacer varios comentarios en contra de los Estados Unidos, de los que no se presentó ninguna evidencia. Adicionalmente, Osbourne afirmó que la bandera británica exhibida por Dickinson durante la canción "The Trooper" era una falta de respeto con las tropas estadounidenses que en ese momento se encontraban peleando junto al ejército británico en la Guerra de Irak. Sharon también afirmó que Steve Harris le había presentado disculpas a su esposo Ozzy en San Bernardino por los comentarios de Dickinson, algo que Harris negó tiempo después, asegurando que sus palabras fueron tergiversadas.

## Carrera en solitario
A comienzos de 1989, el sello discográfico Zomba le pidió a Dickinson que produjera una canción para la película de horror A Nightmare on Elm Street 5: The Dream Child, proporcionándole un presupuesto, un estudio y un productor, Chris Tsangarides. Dickinson aceptó la propuesta y se puso en contacto con el guitarrista Janick Gers para grabar la canción "Bring Your Daughter to the Slaughter" con la colaboración del bajista Andy Carr y del baterista Fabio del Río. "La escribí en tres minutos", afirmó Dickinson, "No se de donde salió el título, simplemente apareció en mi cabeza". Impresionados con los resultados, los agentes de Zomba le ofrecieron a Dickinson un contrato para grabar un álbum completo en calidad de solista. Con la misma alineación y el mismo productor, el álbum debut de Bruce Dickinson, Tattooed Millionaire, fue escrito y grabado en aproximadamente dos semanas y publicado en mayo de 1990 con su correspondiente gira. Su sonido se alejaba del heavy metal y se acercaba al rock clásico de los años 70.
Ese mismo año Dickinson grabó el clásico de Deep Purple "Smoke on the Water" junto con otras estrellas del rock como Ritchie Blackmore, Paul Rodgers, Bryan Adams, Tony Iommi, David Gilmour y Brian May, como parte del esfuerzo benéfico Rock Aid Armenia. Acompañado por la banda británica Skin, produjo una versión de la canción "Elected" de Alice Cooper con el actor Rowan Atkinson (caracterizando a Mr. Bean), usada en 1992 por la organización caritativa Comic Relief y cinco años más tarde en la banda sonora de la película de humor Bean.

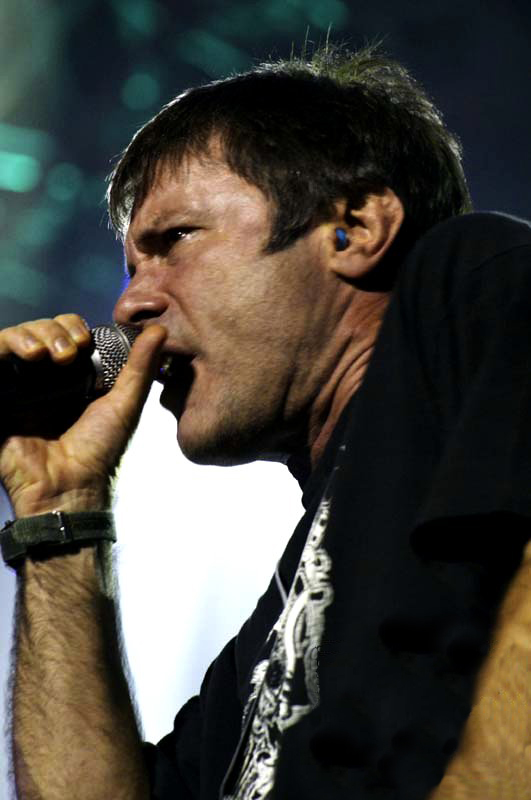
Dickinson en vivo con la banda brasileña Tribuzy en São Paulo en 2005.

Para su segunda producción discográfica como solista, Dickinson contó con la colaboración del productor estadounidense Keith Olsen. Mientras se encontraba trabajando en el disco en Los Ángeles, decidió abandonar la alineación de Iron Maiden. Descontento por la orientación que estaba tomando el proyecto con Olsen, Dickinson empezó a trabajar con el guitarrista de la banda de rock latino Tribe of Gypsies, Roy Z. El álbum Balls to Picasso fue grabado con la banda Tribe of Gypsies como soporte y publicado en 1994. Estaba orientado al hard rock. El mismo año Dickinson grabó una versión de la canción "Sabbath Bloody Sabbath" con la banda Godspeed para el disco tributo a Black Sabbath Nativity in Black. Con la ayuda del compositor y guitarrista Alex Dickson, Bruce empezó a crear material para su nuevo disco. En 1994 y con su nueva banda, Bruce brindó un concierto en Sarajevo. Esta presentación fue usada para crear el documental Scream For Me Sarajevo, estrenado en 2017.
Tras la finalización de la gira en soporte del disco Balls to Picasso, Dickinson empezó a trabajar en la grabación de su nuevo álbum, Skunkworks, un disco con un sonido grunge. El músico decidió que Skunkworks sería también el nombre de la banda, pero la compañía discográfica se rehusó a publicar el álbum sin que su nombre apareciera en la portada. Dickinson contrató al productor Jack Endino, recordado por producir el primer álbum de estudio de Nirvana. El proyecto Skunkworks se disolvió cuando finalizó la gira. "Estaba devastado por lo de Skunkworks", afirmó Bruce, "Skunkworks fue un disco por el que trabajé incansablemente y a nadie pareció importarle una mierda".
Después de un breve periodo de inactividad, Dickinson se reunió nuevamente con el guitarrista Roy Z para grabar su siguiente disco, Accident of Birth. "Fue realmente Roy el que me convenció de volver a intentarlo. Me llamó por teléfono y me dijo que estaba trabajando en un nuevo material que sonaba como un álbum de metal. Yo estaba asustado, pensaba que no tenía nada para ofrecer. Pero cuando escuché por el teléfono algunas de sus canciones me di cuenta que realmente había algo allí". Bruce le ofreció al guitarrista Adrian Smith que tomara parte de la grabación del álbum como un segundo guitarrista, pero terminó quedándose definitivamente en la alineación. El álbum marcó el retorno de Bruce Dickinson al heavy metal, logrando excelentes críticas por parte de la prensa especializada. El portal Sputnikmusic remarcó: "Es un álbum satisfactorio que llena el vacío que dejó Iron Maiden durante la década de 1990". El siguiente disco, The Chemical Wedding, un álbum semi-conceptual basado en la obra de William Blake, fue incluso más exitoso que su predecesor. Sputnikmusic afirmó: "Bruce ha superado todas las expectativas dando vida a un álbum incluso mejor que el anterior." Durante la gira soporte de The Chemical Wedding fue grabada una presentación en tierras brasileñas, registrada en el álbum Scream for Me Brazil. El disco fue publicado en 1999, año en el que Smith y Dickinson regresaron a Iron Maiden.
En el año 2000, Dickinson aportó la voz para la canción "Into the Black Hole" del álbum Universal Migrator Part 2: Flight of the Migrator de la banda de metal progresivo Ayreon. Ese mismo año colaboró con el cantante Rob Halford en la grabación de la canción "The One You Love to Hate", disponible en el álbum Resurrection de la banda Halford. Un álbum recopilatorio titulado The Best of Bruce Dickinson fue publicado a finales de 2001, incluyendo dos nuevas canciones y un disco de rarezas. Su último álbum de estudio, Tyranny of Souls, fue publicado en mayo de 2005. En esta oportunidad, la composición de las canciones se dividió entre Roy Z y Dickinson y muchas canciones fueron compuestas por Roy, quien le enviaba las grabaciones a Bruce mientras estaba de gira con Iron Maiden. El 21 de junio de 2005 la discografía completa de Bruce Dickinson fue relanzada con material adicional. El mismo año Bruce aportó su voz para la canción "Beast in the Light" de la banda brasileña Tribuzy. Un box-set compuesto por tres discos de DVD titulado Anthology fue publicado el 19 de junio de 2006, con conciertos y vídeos promocionales de toda la carrera en solitario del cantante, al igual que un vídeo clásico de Samson titulado "Biceps of Steel".
En diciembre de 2017, Dickinson afirmó que existía la posibilidad de publicar un álbum conceptual titulado If Eternity Should Fail, el mismo nombre de la primera canción del álbum The Book of Souls de Iron Maiden, confirmando que dicha canción fue compuesta originalmente para ser usada en su nuevo trabajo como solista. "Si hago otro álbum en solitario, algo que creo que haré, podría seguir con mi plan original y titularlo If Eternity Should Fail. Fue la primera canción que escribí para él. Entonces probablemente la incluiría allí. Pero sería ligeramente diferente a la versión de Maiden".

## Vida personal

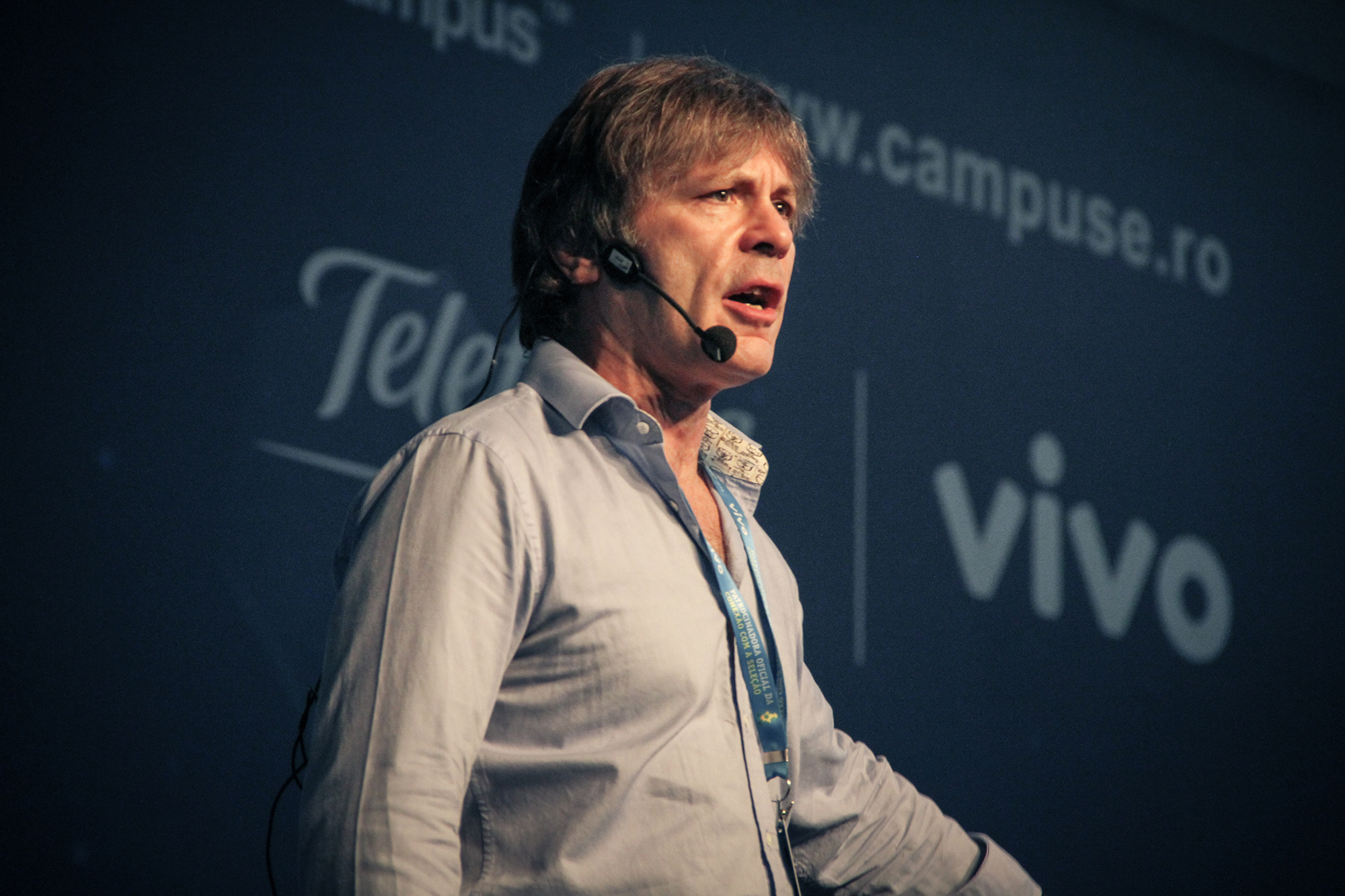
Dickinson en el evento Campus Party Brasil, 2014.

Bruce estuvo casado con Jane Dickinson entre 1983 y 1987, relación que se terminó debido a las recurrentes infidelidades por parte de ella. Posteriormente, se casó con Paddy Bowden, con quien tuvo tres hijos: Austin (nacido en 1990), Griffin (nacido en 1992) y Kia (nacida en 1994). Todos nacieron en Chiswick, Londres,.
Austin Dickinson fue el vocalista principal de la banda de metalcore Rise to Remain hasta que esta se disolvió en 2015. Tiempo después formó un nuevo grupo llamado As Lions. Griffin Dickinson, que había trabajado como técnico durante algunas giras de Iron Maiden, es el vocalista de la banda de hardcore melódico SHVPES. El primo de Bruce, Rob Dickinson, fue el cantante de la banda de rock alternativo Catherine Wheel y fundó la compañía Singer Vehicle Design, especializada en vehículos Porsche.
En noviembre de 2019 Bruce anunció que se había separado de Paddy desde hacía unos meses, tras 29 años de matrimonio. Posteriormente, Bruce comentó que había iniciado una relación con la periodista musical, instructora fitness y fan de Iron Maiden, Leana Dolci, de nacionalidad francesa. Desde entonces vive con ella en París.
Posteriormente, en mayo de 2020, Paddy falleció en un accidente casero.
En una entrevista con Sarah Montague para el programa HARDtalk de la BBC en 2012, Dickinson se describió como conservador y euroescéptico.

### Cáncer
En 2015 el músico se sometió a siete semanas de quimioterapia y radioterapia para combatir un tumor cancerígeno en la parte posterior de su lengua. Su equipo médico esperaba una total recuperación tras detectar el tumor en una primera etapa de desarrollo. El 15 de mayo sus especialistas le informaron que el tumor había sido controlado. En una entrevista con el periodista estadounidense Eddie Trunk, Bruce afirmó que su enfermedad había sido ocasionada por el virus del papiloma humano.

## Otros proyectos
Aparte de la música, Dickinson ha trabajado en diversos campos. Practica esgrima con un gran nivel, llegando a alcanzar la séptima posición en la clasificación de la disciplina en Gran Bretaña, fundando además una compañía de equipamiento para el deporte llamada "Duellists" ("duelistas" en castellano, referencia al título de una canción del álbum Powerslave de Iron Maiden). También es piloto de aviones y ocupó el rango de comandante para la desaparecida empresa de aviación Astraeus. Es el propietario de una empresa de mantenimiento de aviones. En 2010 Bruce asumió como director de marketing de Astraeus. Dado el amplio interés y experiencia en diferentes áreas del conocimiento, Dickinson es considerado como un polímata, siendo calificado como tal por la revista británica Intelligent Life (hoy conocida como 1843) en una edición del año 2009.

### Aviación y emprendimiento

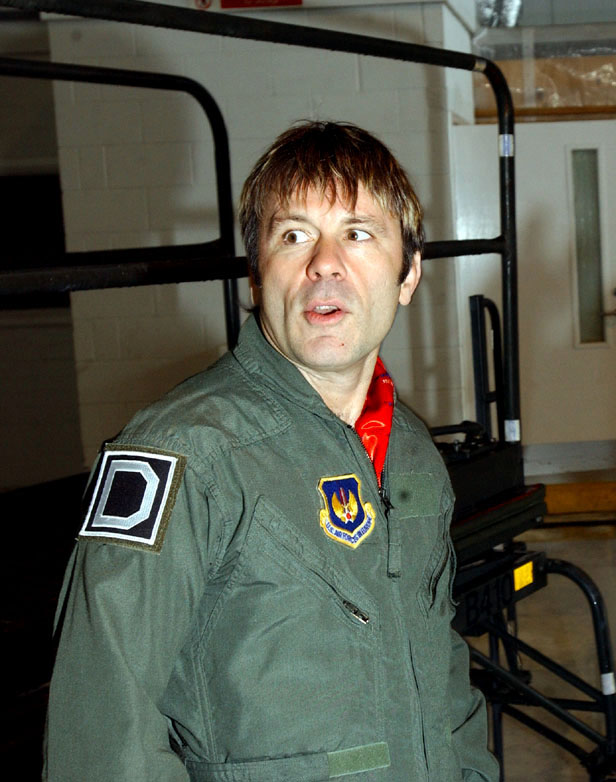
Bruce Dickinson en la filmación de Flying Heavy Metal.

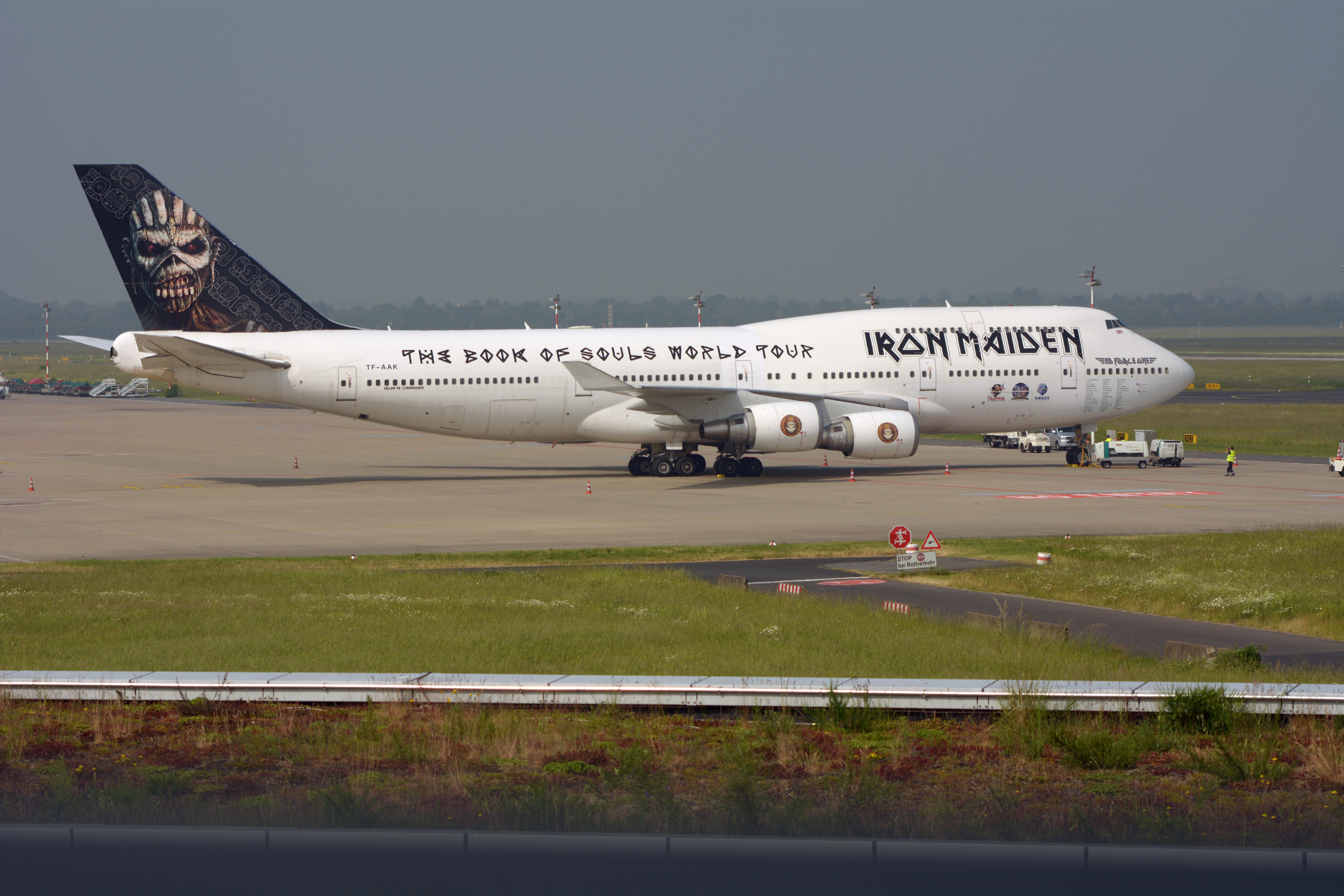
El Boeing 747-400 Ed Force One usado durante la gira de The Book of Souls en 2016.

Dickinson aprendió a volar de forma recreativa en Florida en la década de 1990 y actualmente cuenta con una licencia de piloto. Regularmente pilotaba aviones Boeing 757 en su rol de capitán de la aerolínea de vuelos chárter Astraeus, en la cual también se desempeñó como director de mercadeo.
Tras el cierre de Astraeus el 21 de noviembre de 2011, Dickinson fundó la compañía Cardiff Aviation Limited el 1 de mayo de 2012, especializada en el mantenimiento de aeronaves. De acuerdo a The Wall Street Journal, en enero de 2013 Cardiff Aviation había generado 40 empleos y tenía la meta de superar los 100 empleos para 2013. En junio de 2013, The Daily Telegraph reportó que la compañía había logrado generar alrededor de 70 nuevos empleos. En agosto de 2015, Cardiff Aviation firmó un contrato para brindar sus servicios a la aerolínea Air Djibouti. Como resultado de su experiencia en los negocios, ha sido orador en importantes eventos alrededor del mundo.
Su papel como piloto lo ha llevado a liderar algunos vuelos de alto perfil, como el retorno de un grupo de pilotos de la Real Fuerza Aérea desde Afganistán en 2008, 200 ciudadanos británicos desde Líbano durante el conflicto bélico de ese país en 2006 y 180 turistas varados en Egipto tras el colapso de la aerolínea XL Airways en septiembre de 2008. Adicionalmente transportó a las plantillas de los equipos de fútbol Rangers F.C. y Liverpool F.C. a jugar partidos como visitante en Israel e Italia en 2007 y 2010 respectivamente.
En la gira Somewhere Back In Time World Tour fue el piloto del Boeing 757 que transportó a la banda y a todo su montaje en un extenso tour a nivel mundial. Esta experiencia fue registrada en el documental Iron Maiden: Flight 666. Dickinson pilotó el "Ed Force One" nuevamente para la gira The Final Frontier World Tour en 2011. Para la gira The Book of Souls World Tour, la banda voló en un jet Boeing 747-400, pilotado de igual manera por el cantante.

### Radio y televisión
Presentó un programa llamado Bruce Dickinson's Friday Rock Show en una emisora de radio de la BBC inglesa especializado en rock alternativo. Su última transmisión en vivo ocurrió el 28 de mayo de 2010 abandonando el formato habitual del programa para realizar un tributo personal y musical al cantante entonces recién fallecido Ronnie James Dio. También estuvo encargado del programa Monsters of Rock en otro dial de la misma radio entre 2003 y 2007.
En 2005 fue el presentador del documental Flying Heavy Metal del canal Discovery Channel, en el que combinaba sus dos grandes aficiones, los aviones y la música. En 2006 presentó un documental para Sky One titulado Inside Spontaneous Human Combustion with Bruce Dickinson, en el que se investigaba el fenómeno de la combustión humana espontánea mediante la ayuda de varios expertos y la realización de varios experimentos para determinar su posible causa. Otras apariciones en televisión incluyen papeles de invitado en producciones como Never Mind the Buzzcocks, Space Cadets y Clarkson, programa conducido por Jeremy Clarkson. Dickinson también apareció en una serie de la BBC llamada The Paradise Club, interpretando el papel de un músico llamado Jake Skinner.

### Literatura
Durante la gira Somewhere on Tour en 1987, Dickinson empezó a escribir su primera novela. El músico describió su obra The Adventures of Lord Iffy Boatrace como una mezcla entre la literatura de Tom Sharpe, el piloto ficticio Biggles y la revista Penthouse. Kerrang! se refirió a la misma como "un ataque satírico al fetichismo entre las clases altas".
Tras terminar su escritura, Dickinson se dirigió a la editorial Sidgwick & Jackson, quienes, según el propio Bruce, accedieron a publicar el libro sin siquiera leerlo, basados simplemente en las ventas de los álbumes de Iron Maiden. Publicada en 1990, la novela vendió más de 40.000 copias en poco tiempo. Debido a la alta demanda, Sidgwick & Jackson pidieron a Dickinson la producción de una secuela, publicada en 1992 con el título The Missionary Position, una sátira al teleevangelismo. No se publicaron nuevas novelas de la serie, aunque Dickinson escribió las primeras 60 páginas de una precuela que pretendía contar la historia de Lord Iffy Boatrace en su adolescencia.
Escribió el guion para la película Chemical Wedding junto al cineasta Julian Doyle, basada en la vida y obra de Aleister Crowley, el legendario místico, mago y ocultista inglés del siglo XX, fundador de la religión neopagana Thelema. La película, en la que Dickinson apareció en un pequeño cameo, fue estrenada en 2008 y contó con la actuación de Simon Callow. El 15 de octubre de 2015, las editoriales HarperCollins y Dey Street anunciaron la publicación de un libro con las memorias de Bruce Dickinson. What Does This Button Do? fue publicado el 19 de octubre de 2017.

### Cerveza

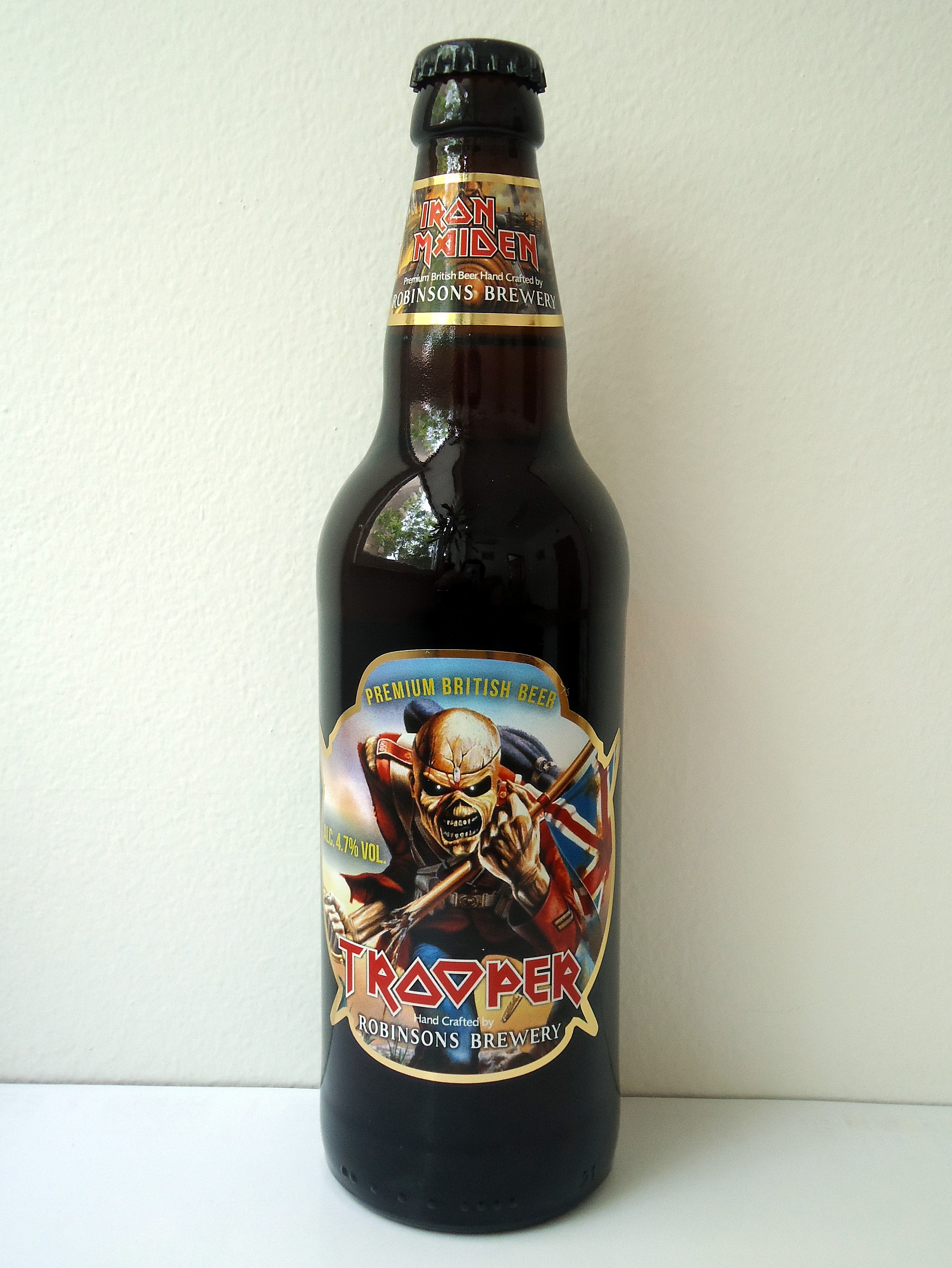
Cerveza "Trooper".

En 2013 Iron Maiden colaboró con la compañía cervecera Robinsons Brewery en la localidad de Stockport para crear la cerveza "Trooper", mediante una receta formulada por Dickinson con el cervecero Martyn Weeks. En mayo de 2014 la cerveza había vendido más de dos millones de pintas en 40 países, convirtiéndose en la exportación más exitosa de Robinsons.
Tras el éxito de Trooper, Dickinson, un fanático de la cerveza de barril tradicional inglesa, declaró que tiene la intención de desarrollar más cervezas en el futuro, aunque los nuevos productos estarían "basados en Trooper y no en Iron Maiden, pues Trooper ha tomado una vida propia. La gente la bebe porque les gusta la cerveza, no porque sean fanáticos de Maiden".

## Estilo y puesta en escena
Aunque Dickinson nunca recibió un entrenamiento de voz formal, aún posee un amplio rango vocal registrado como tenor dramático. Junto con Ronnie James Dio y Rob Halford, Dickinson es uno de los pioneros del estilo vocal operístico que más tarde sería adoptado por los vocalistas de power metal y regularmente aparece cerca de la cima en las listas de los mejores vocalistas de rock de todos los tiempos. Bruce ha afirmado que su estilo fue influenciado principalmente por los cantantes Arthur Brown, Ian Gillan de (Deep Purple), Ian Anderson (de Jethro Tull) y Peter Hammill (de Van der Graaf Generator).
Su forma de cantar varió notablemente en la década de 1990 en la grabación de álbumes como No Prayer for the Dying, Fear of the Dark y su primer trabajo en solitario Tattooed Millionaire, haciendo uso de un sonido mucho más áspero, algo especialmente notorio en la canción "Be Quick or Be Dead" de Fear of the Dark. Desde su regreso a Iron Maiden en 1999, adoptó nuevamente su particular voz de la década de 1980, aunque su potencia ha disminuido con la edad. Según un informe publicado en el Daily Mirror, Dickinson tiene un rango vocal estimado de 4.25 octavas.
Además de su capacidad vocal, Bruce es conocido por sus actuaciones enérgicas en el escenario, que ofrece constantemente a pesar de su edad. Considera que el público asistente debe sentir "la esencia de la experiencia de Maiden" y que su papel es "reducir el lugar para convertir un estadio de fútbol en el club más pequeño del mundo". Para lograr esto, insiste en mantener contacto visual con los miembros de la audiencia, motivándolos a gritar usando la frase "Scream for Me" ("Griten para mí"). Constantemente critica a los artistas que no se conectan con sus fanáticos, particularmente con aquellos que "se ocultan detrás de los amplificadores" y usan teleprompters, señalando que "la gente paga un buen dinero para verlos y ellos ni siquiera pueden recordar la maldita letra de sus canciones".

## Discografía
| - The Number of the Beast (1982) - Piece of Mind (1983) - Powerslave (1984) - Somewhere in Time (1986) - Seventh Son of a Seventh Son (1988) - No Prayer for the Dying (1990) - Fear of the Dark (1992) - Brave New World (2000) - Dance of Death (2003) - A Matter of Life and Death (2006) - The Final Frontier (2010) - The Book of Souls (2015) - Senjutsu (2021) | - Tattooed Millionaire (1990) - Balls to Picasso (1994) - Skunkworks (1996) - Accident of Birth (1997) - The Chemical Wedding (1998) - Tyranny of Souls (2005) - The Mandrake Project (2024) - Head On (1980) - Shock Tactics (1981) - Live at Reading '81 (1990) |

### Speed
- Down the Road/Man in the Street (sencillo) (1980) (Credited as Bruce Bruce)

### Otras apariciones
| Año  | Canción                                                                | Álbum                                                      | Ref.    |
| ---- | ---------------------------------------------------------------------- | ---------------------------------------------------------- | ------- |
| 1982 | "I'm On The Run"                                                       | "One Vice at a Time"                                       |         |
| 1983 | "Oh Baby"                                                              | None (sencillo)                                            |         |
| 1984 | "Lone Wolf"                                                            | "Cutting Loose"                                            |         |
| 1989 | "Bring Your Daughter to the Slaughter"                                 | A Nightmare on Elm Street 5 OST                            | [ 157 ] |
| 1989 | "Smoke on the Water"                                                   | The Earthquake Album by Rock Aid Armenia                   | [ 158 ] |
| 1991 | "It's Not as Easy as It Seems" to "Wrong Side of Time"                 | "Survivor"                                                 |         |
| 1992 | "(I Want to Be) Elected"                                               | None (sencillo)                                            | [ 159 ] |
| 1994 | "Sabbath Bloody Sabbath"                                               | Nativity in Black: A Tribute to Black Sabbath              | [ 160 ] |
| 1997 | "Bohemian Rhapsody"                                                    | Friends for Life                                           | [ 161 ] |
| 1997 | "Elected"                                                              | Bean OST (originally released in 1992 for Comic Relief)    |         |
| 1998 | "The Zoo"                                                              | ECW: Extreme Music                                         | [ 162 ] |
| 1998 | "Trumpets of Jericho"                                                  | Child's Play 4: The Bride of Chucky OST                    | [ 163 ] |
| 1999 | "Black Widow"                                                          | Humanary Stew: A Tribute to Alice Cooper                   | [ 164 ] |
| 2000 | "Into the Black Hole"                                                  | Universal Migrator Part 2: Flight of the Migrator          | [ 165 ] |
| 2000 | "The One You Love to Hate"                                             | Resurrection                                               | [ 166 ] |
| 2000 | "Wannabe Gangstar"                                                     | Self-titled album                                          | [ 167 ] |
| 2000 | "Into the Black Hole"                                                  | "Ayreonauts Only"                                          |         |
| 2001 | "The One You Love to Hate"                                             | "Live Insurrection"                                        |         |
| 2003 | "Perfect Strangers (Deep Purple cover) to Killers (Iron Maiden cover)" | "Los Angeles, California 5/18/98"                          |         |
| 2005 | "Shout it Out Loud"                                                    | Sheep in KISS Make Up                                      | [ 168 ] |
| 2005 | "Beast in the Light"                                                   | Execution                                                  | [ 169 ] |
| 2007 | "Beast in the Light"                                                   | Execution Live Reunion                                     |         |
| 2008 | "Chemical Wedding"                                                     | Chemical Wedding OST                                       | [ 170 ] |
| 2008 | "Man of Sorrows"                                                       | Chemical Wedding OST                                       | [ 170 ] |
| 2010 | "2 Minutes Silence"                                                    | Video by The Royal British Legion                          | [ 171 ] |
| 2012 | "Second Movement: Andante"                                             | Concerto for Group and Orchestra by Jon Lord               |         |
| 2013 | "Behind Blue Eyes", "Black Night", "Emerald"                           | The Sunflower Superjam 2012: Live at the Royal Albert Hall | [ 172 ] |
| 2014 | "You Keep on Moving", "Burn", "Hush"                                   | Celebrating Jon Lord The Rock Legend                       |         |

## Filmografía
- Scream for Me Sarajevo (2017)
- En Vivo! (2012)
- Flight 666 (2009)
- Chemical Wedding (2008) - Guionista y actor
- Dope Opera (2008)
- Global Metal (2007)
- Flying Heavy Metal (2005) - Presentador
- Inside Spontaneous Human Combustion (2006) - Presentador
- Metal: A Headbanger's Journey (2005)
- Space Cadets (1997) - Concursante
- Never Mind The Buzzcocks (1996, 1997 y 2002) - Concursante
- The Paradise Club (1990)
- The Incubus (1982)